# Nicolae Truță
Nicolae Truță (n. 9 februarie 1949, Dobrețu, România – d. 16 august 2010) a fost un pictor, grafician, sculptor și profesor român.

## Biografie
Nicolae Truță a urmat studiile primare la Școala Generală din comuna natală, apoi cursurile Liceului de Artă din Craiova, avându-i profesori pe Ilie Marineanu și Ștefan Brădiceanu. În 1974 a absolvit Facultatea de Arte Plastice din Timișoara și a devenit membru al Uniunii Artiștilor Plastici din România.
A debutat în 1968 la Galeriile „Cromatic” din Craiova, într-o expoziție de grup alături de Jean Pârvan și Nicolae Ureche, coordonată de graficianul Gabriel Bratu.
Între 1974 și 2010 a predat arte plastice la Casa Pionierilor și Șoimilor Patriei din Slatina, devenită după 1989 Palatul Copiilor. Între 1983 și 1998, a ocupat funcția de președinte al Filialei Uniunii Artiștilor Plastici din Slatina. În perioada 1991–1994, a fost director al Centrului de Cultură Olt. Între 2004 și 2007 a fost director al Centrului Cultural „Oltul”, iar în 2007 a fost ales vicepreședinte al Fundației „Ion Popescu Negreni”.
A decedat la 16 august 2010.

## Activitate artistică
De-a lungul carierei, Truță a organizat 54 de expoziții personale (1974–2009) în orașe precum București, Timișoara, Slatina, Craiova, Sibiu și Râmnicu Vâlcea și a participat la peste 250 de expoziții naționale, interjudețene și internaționale. Instoricul de artă Florin Rogneanu a asemănat debutul artistic al lui Nicolae Truță cu cel al lui Ion Țuculescu din 1926.
Lucrările lui Nicolae Truță se caracterizează printr-un limbaj cromatic distinct și printr-o puternică dimensiune metaforică. Pictura sa valorifică armonii de culoare recognoscibile și exprimă un univers interior aflat în consonanță cu natura. În operele sale se regăsește o orientare spre metafora plastică și spre o sensibilitate poetică, integrate într-o tradiție estetică de valoare. Temele dominante reflectă echilibrul și forța interioară a artistului, alături de o constantă raportare la viață, spiritualitate și experiențele formative ale copilăriei petrecute în mediul rural.
Ca sculptor, a realizat monumente de for public amplasate în București, Slatina, Drăgănești-Olt, Șerbănești, Crâmpoia (județul Olt) și Velești (județul Dolj). Printre cele mai cunoscute sculpturi se numără cele amplasate în Slatina, dedicate lui Radu Greceanu, Eugen Ionescu, Mihai Eminescu, Constantin Brâncuși, Dinu Lipatti, Gheorghe Kitzulescu, Ionașcu Cupețu, Ion Minulescu, Nicolae Titulescu, Constantin Brâncoveanu, Dumitru Dobrescu, Delia Labă-Popescu, Alexe Marin, P.S. Aurelian, dar și din țară, dedicate unor personalități precum Carol Davila, Nicolae Lupu sau Tudor Vladimirescu.  Lucrările sale se regăsesc în colecțiile muzeelor de artă din Slatina, Craiova, Galați și Calafat, precum și în colecții particulare din Franța, Germania, Belgia, Elveția, Canada, Bulgaria, Grecia, Anglia și Statele Unite ale Americii.
În calitate de ilustrator, a contribuit la peste 60 de volume, inclusiv minivolumele în ediție liliput Mănunchi eminescian și volumul Poezii de Mihai Eminescu, publicate la Editura „Scribul” din Slatina. În 1998 a publicat volumul de poezie Discurs în Catedrala ierbii și între 2001 și 2003 a fost director artistic al revistei de cultură Caietele Agora.
Nicolae Truță a contribuit în mod semnificativ la viața culturală și identitară românească și a inițiat câteva organizații în domeniu, reprezentative pe plan local. A fost inițiator sau fondator al Fundației „Dumitru Caracostea”, Fundației „Eugen Ionescu” și Fundației „Ion Popescu-Negreni”, toate purtând numele unor importanți promotorii ai valorilor culturale românești. De asemenea, a pus bazele Asociației „Salvați Identitatea Satului Românesc”, o inițiativă menită să valorifice și să protejeze patrimoniul tradițional al comunităților rurale.
În 2018, a fost lansată cartea in memoriam Nicolae Truță, intitulată Inscripție pe coajă de mesteacăn, lansare organizată de Consiliul Județean Olt, Muzeul Județean Olt și Asociația Culturală „Nicolae Truță”. Printre discipolii săi, se numără artiști plastici precum: George Dragomir, George Păunescu, Andrei Tudoran, Marius Cioc, Ovidiu Sabie, Andreea Dosinescu, Cristina Joia și Andreea Vlăduț.

## Distincții
De-a lungul carierei sale, artistul a fost distins cu numeroase premii și onoruri. Printre acestea se numără cinci premii acordate de Uniunea Artiștilor Plastici din România, precum și Trofeul „Eugen Ionescu” (1996). În anul 1998 i-a fost conferit titlul de Cetățean de Onoare al municipiului Slatina, iar în 2002 a primit Diploma și Medalia jubiliară cu prilejul semicentenarului Muzeului Județean Olt. Distincțiile au continuat în 2005, când a devenit Cetățean de Onoare al comunei Dobrețu, și în 2008, odată cu Diploma și Medalia Centenarului Muzeului de Artă din Craiova. Ministerul Culturii și Cultelor i-a oferit, în 2009, Diploma și Medalia „Excelență în Cultură”, iar în același an a fost onorat cu Diploma și Medalia Centenară „Ion Popescu-Negreni”.
În anul 2004 Nicolae Truță a fost decorat cu Ordinul Meritul pentru învățământ în grad de Cavaler pentru devotamentul pus în slujba învățământului românesc, dar și pentru contribuția la dezvoltarea și promovarea cercetării științifice din România, distincția fiind înmânată de Președintele României.

## Expoziții
- Craiova - Galeriile de Artă și Palatul Jean Mihail - 1972, 1981, 1984, 1985, 1987, 1993, 1996, 1998, 2004;
- Timișoara - 1972, 1974;
- București - Galeriile de Artă de la Muzeul Satului și Casa Americii Latine - 1986, 1995, 2000, 2008;
- Sibiu - 1979;
- Râmnicu Vâlcea - 1985, 1988, 1992, 2000;
- Balș - Galeriile de Artă, ProArt - 2002, 2005;
- Slatina - 1975, 1976, 1977, 1978, 1980, 1982, 1983, 1984, 1985, 1987, 1989, 1990, 1991, 1992, 1993, 1995, 1997, 1998, 1999, 2000, 2001, 2002, 2003, 2006, 2007, 2008, 2009.